# Хеггем, Вегард
Ве́гард Хе́ггем (норв. Vegard Heggem; род. 13 июля 1975, Тронхейм) — норвежский футболист, защитник, известный по выступлениям за «Русенборг», «Ливерпуль» и сборную Норвегии.

## Карьера
Вегард за свою карьеру на высшем уровне играл лишь за два клуба. Он начал выступать за норвежский «Русенборг» и три года подряд становился с ним чемпионом Норвегии. В 1996 году в матче против «Милана» в Лиге чемпионов на «Сан-Сиро» он забил гол, который позволил его клубу сенсационно выйти в четвертьфинал соревнований.
В 1998 году Хеггем дебютировал в составе первой сборной Норвегии, 25 февраля сыграв в товарищеском матче против французов и забив в этой встрече гол. В этой игре ему противостоял будущий партнёр по «Ливерпулю», проводивший свой второй матч за сборную Бернар Диомед. В составе сборной Норвегии Вегард принял участие в чемпионате мира во Франции, но ни одного матча на турнире не провёл.
После завершения чемпионата мира Хеггем за три с половиной миллиона фунтов перешёл в «Ливерпуль». Два первых сезона в клубе он провёл очень хорошо, однако затем обладавшего хорошим пасом игрока стали мучить травмы подколенного сухожилия. Он играл на чемпионате Европы 2000 года, однако получил травму уже во втором матче турнира. В сезоне 2000/2001 он появился на поле лишь в нескольких матчах, а в течение двух последующих лет вообще не появлялся в заявке клуба.
Летом 2003 года контракт Хеггема с «Ливерпулем» истёк, и спустя непродолжительное время Вегард в возрасте всего 28 лет завершил карьеру.

## После завершения карьеры
В настоящее время Вегард является владельцем и управляющим небольшим предприятием, занимающимся ловом лососёвых на реке Оркла в Сёр-Трёнделаг.
С лета 2008 года Хеггем вместе с Эриком Мейером и Джоном Олдриджем является патроном полу-профессионального клуба АФК «Ливерпуль», который создан болельщиками «Ливерпуля» в качестве альтернативы для тех фанов «красных», которые не могут позволить себе посещать матчи на «Энфилде» еженедельно. В сезоне 2008/2009 эта команда выступает в Первом дивизионе лиги Северо-западных графств (10 уровень чемпионата Англии).

## Статистика

### Матчи Хеггема за сборную Норвегии
| Матчи Хеггема за сборную Норвегии | Матчи Хеггема за сборную Норвегии | Матчи Хеггема за сборную Норвегии | Матчи Хеггема за сборную Норвегии | Матчи Хеггема за сборную Норвегии | Матчи Хеггема за сборную Норвегии |
| --------------------------------- | --------------------------------- | --------------------------------- | --------------------------------- | --------------------------------- | --------------------------------- |
| №                                 | Дата                              | Соперник                          | Счёт                              | Голы Хеггема                      | Соревнование                      |
| 1                                 | 25 февраля 1998                   | Франция                           | 3:3                               | 1                                 | Товарищеский матч                 |
| 2                                 | 19 августа 1998                   | Румыния                           | 0:0                               | —                                 | Товарищеский матч                 |
| 3                                 | 6 сентября 1998                   | Латвия                            | 1:3                               | —                                 | Чемпионат Европы 2000 (отбор)     |
| 4                                 | 10 октября 1998                   | Словения                          | 2:1                               | —                                 | Чемпионат Европы 2000 (отбор)     |
| 5                                 | 14 октября 1998                   | Албания                           | 2:2                               | —                                 | Чемпионат Европы 2000 (отбор)     |
| 6                                 | 18 ноября 1998                    | Египет                            | 1:1                               | —                                 | Товарищеский матч                 |
| 7                                 | 10 февраля 1999                   | Италия                            | 0:0                               | —                                 | Товарищеский матч                 |
| 8                                 | 27 марта 1999                     | Греция                            | 2:0                               | —                                 | Чемпионат Европы 2000 (отбор)     |
| 9                                 | 20 мая 1999                       | Ямайка                            | 6:0                               | —                                 | Товарищеский матч                 |
| 10                                | 30 мая 1999                       | Грузия                            | 1:0                               | —                                 | Чемпионат Европы 2000 (отбор)     |
| 11                                | 18 августа 1999                   | Литва                             | 1:0                               | —                                 | Товарищеский матч                 |
| 12                                | 4 сентября 1999                   | Греция                            | 1:0                               | —                                 | Чемпионат Европы 2000 (отбор)     |
| 13                                | 8 сентября 1999                   | Словения                          | 4:0                               | —                                 | Чемпионат Европы 2000 (отбор)     |
| 14                                | 9 октября 1999                    | Латвия                            | 2:1                               | —                                 | Чемпионат Европы 2000 (отбор)     |
| 15                                | 14 ноября 1999                    | Германия                          | 0:1                               | —                                 | Товарищеский матч                 |
| 16                                | 23 февраля 2000                   | Турция                            | 2:0                               | —                                 | Товарищеский матч                 |
| 17                                | 27 мая 2000                       | Словакия                          | 2:0                               | —                                 | Товарищеский матч                 |
| 18                                | 3 июня 2000                       | Италия                            | 1:0                               | —                                 | Товарищеский матч                 |
| 19                                | 13 июня 2000                      | Испания                           | 1:0                               | —                                 | Чемпионат Европы 2000             |
| 20                                | 18 июня 2000                      | Югославия                         | 0:1                               | —                                 | Чемпионат Европы 2000             |

Итого: 20 матчей / 1 гол; 12 побед, 5 ничьих, 3 поражения.

## Достижения
- Обладатель Кубка УЕФА (2001)
- Чемпион Норвегии (1995, 1996, 1997)
- Обладатель Кубка Норвегии (1995)

## Наследие
В 2002 году в книге под названием «Народная футбольная книга. Величайшие моменты» (норв. Folkets Fotballbok. De største øyeblikkene), выпущенной спортивным журналистом Оддлейфом Моэ, гол Вегарда в матче против «Милана» на «Сан-Сиро» был назван одним из двенадцати величайших моментов в истории норвежского футбола. Глава, посвящённая этому голу, называется «Чудо на „Сан-Сиро“» (норв. Mirakelet på San Siro).